# Peninsula Cape

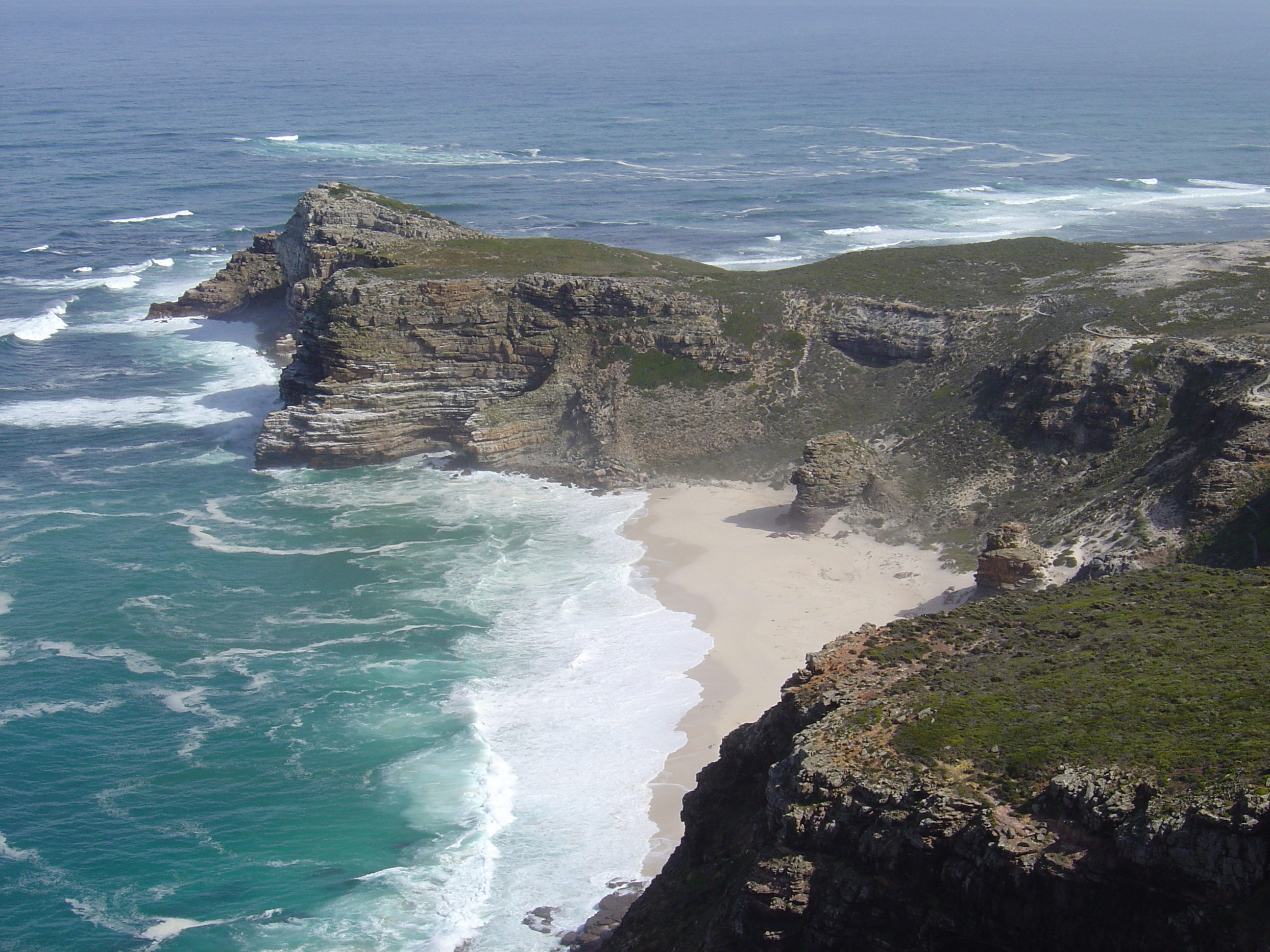
Capul Bunei Speranțe - fotografie privind spre vest, de pe faleza de deasupra Punctul Capului (Cape Point).

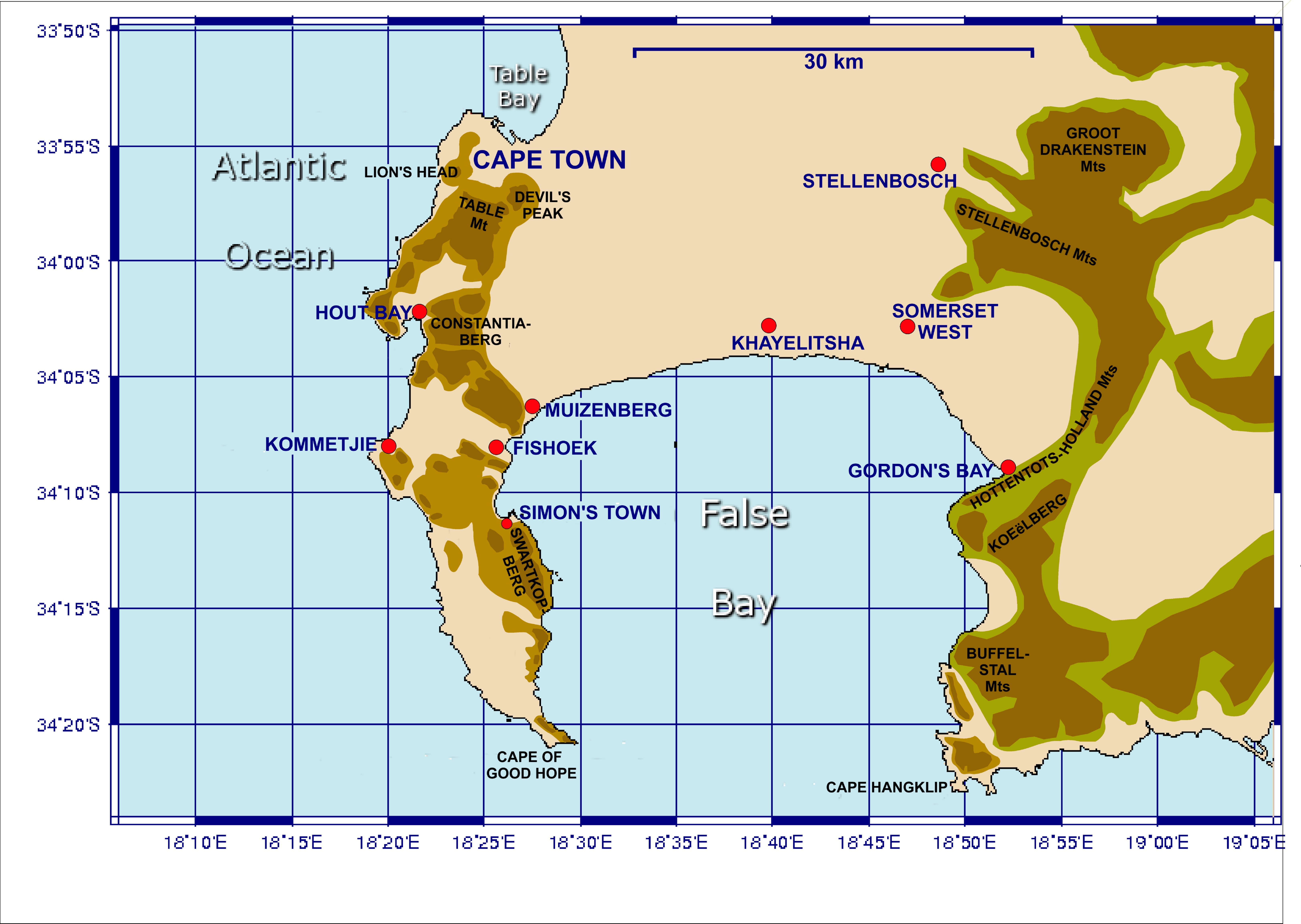
Harta care arată Peninsula Cape, care ilustrează pozițiile din centrul orașului Cape Town, Table Mountain, principalii munți și vârfuri muntoase care formează Peninsula și Capul Bunei Speranțe.

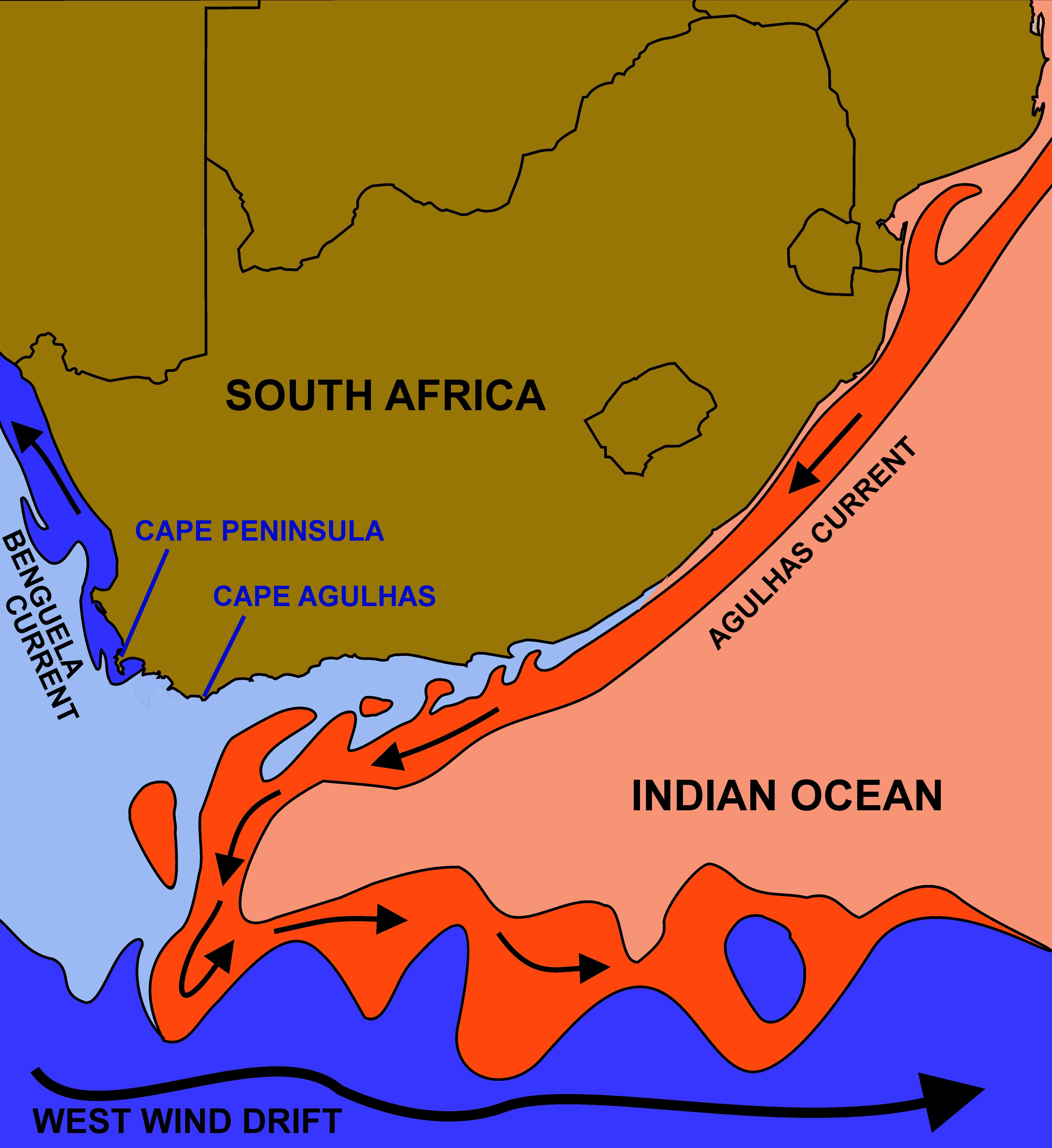
Curgerea curentului cald Agulhas (roșu) de-a lungul coastei de est a Africii de Sud și a curentului rece Benguela (albastru) de-a lungul coastei de vest. Curentul Benguela nu provine din apele antarctice din Oceanul Atlantic de Sud, ci din migrarea apei reci din adâncimile Oceanului Atlantic față de coasta de vest a continentului. Cele două curente nu se „întâlnesc” nicăieri de-a lungul coastei de sud a Africii.

Peninsula Cape ( afrikaans Kaapse Skiereiland) este o peninsulă în general stâncoasă care iese în Oceanul Atlantic la extremitatea sud-vestică a continentului african. La capătul sudic al peninsulei se află Punctul Capului (Cape Point) și Capul Bunei Speranțe. La capătul nordic se află Table Mountain, cu vedere la Cape Town, Africa de Sud. Peninsula are 52 km lungime de la punctul Mouille în nord până la Punctul Capului în sud. Cape a fost atât insulă cât și peninsulă în ultimele 5 milioane de ani, ca urmare a scăderii sau creșterii nivelului mării în epoca de gheață și cu ciclurile interglaciare  cauzate de încălzire globală, în special în pleistocen. Ultima dată când peninsula a fost o insulă a fost acum aproximativ 1,5 milioane de ani. La scurt timp, a fost unită cu continentul prin apariția mareică a unei zone nisipoase, cunoscută acum sub numele de Cape Flats. Orașele și satele din Peninsula Cape și Cape Flats fac parte acum din City of Cape Town Metropolitan Municipality. 
Capul Bunei Speranțe este uneori greșit indicat drept punct de întâlnire al oceanelor Atlantic și Indian. Cu toate acestea, potrivit acordului Organizației Hidrografice Internaționale  care definește limitele oceanelor, punctul de întâlnire este la Cape Agulhas, aproximativ 200 km spre sud-est. Coasta de vest a Peninsulei este denumită „Coasta Atlanticului”, „Litoralul Atlanticului” sau coasta de vest, dar partea estică fiind în general cunoscută sub numele de „False Bay Coast”. 
În mod similar, Punctul Capului (Cape Point) nu este „punctul de întâlnire” al curentului rece Benguela (care circulă spre nord de-a lungul coastei de vest a Africii) cu curentul cald Agulhas (care se deplasează spre sud de ecuator de-a lungul coastei de est a Africii). De fapt, curentul Agulhas, care curge spre sud, atinge coasta africană aproximativ între Est London și Port Elizabeth, de unde urmează marginea platformei continentale aproximativ până la vârful sudic al Agulhas Bank, 250 km sud de Cape Agulhas. De acolo este întors brusc spre est de către curenții Oceanelor Atlantic și Indian, cunoscut sub numele de „Curentul Antartic de Vest”, care curge spre est în jurul Antarcticii. Curentul Benguela, pe de altă parte, este un curent ascendent care aduce apă rece, bogată în minerale, din adâncurile Oceanului Atlantic până la suprafața de-a lungul coastei de vest a Africii de Sud. După ce a ajuns la suprafață, acesta curge spre nord, ca urmare a forțelor predominante ale vântului și forței Coriolis. Prin urmare, curentul Benguela pornește efectiv de la Punctul Capului și curge spoispre nord, deși mai departe spre mare se unește cu apa de suprafață care a traversat Atlanticul de Sud din America de Sud ca parte a South Atlantic Gyre.  Astfel, curenții Benguela și Agulhas nu se „întâlnesc” nicăieri, deși vârtejuri din curentul Agulhas ajung din când în când în jurul Capului pentru a se alătura Curentului Benguela.